# Romániai Magyar Dalosszövetség
Dalosszövetség – az évtizedeken át működött Romániai Magyar Dalosszövetség rövidített, népszerű elnevezése. Székhely: Brassó, majd Kolozsvár. 1921-1948 között működött. 1989 decembere után indult újra.

## A Romániai Magyar Dalosszövetség megalakulása
Az I. világháború után, az irodalommal és színművészettel egy időben a romániai magyar énekkarok is megtalálták szerepüket az ország művelődési életében. A számos városban és faluban sok évtizedes múltra visszatekintő régi "dalárdák" mellé újonnan alakult kórusok sorakoztak fel egyre nagyobb számban, s 1921. november 13-án Brassóban 30 énekkar küldöttje kimondotta a "Romániai Magyar Dalosszövetség" megalakulását. Ez a magyar dal- és zeneegyesületek országos keretbe tömörítésével a karének, dal- és zeneirodalom ápolását tűzte ki célul, s különféle versenyeket, karmesteri tanfolyamokat, ünnepségeket, hangversenyeket vett tervbe. Könyvtárakat és kottagyűjteményeket teremtett, pályadíjakat tűzött ki, szaklapot, zeneműveket adott ki. A Romániai Magyar Dalosszövetség első elnöke id. Szemlér Ferenc brassói tanár (1922-23), utóda Inczédy-Joksman Ödön (1923-44).

## Működése

### Az első világháború után
A Dalosszövetség magába tömörítette az énekkarok jelentős részét, s már a megalakulását követő esztendőben kerületi versenyt rendezett Nagykárolyban. A kórusok szereplése a segesvári Petőfi-ünnepélyen az országos megemlékezés színvonalát is emelte. A soron következő, 1922. szeptemberi tordai verseny szülte az első országos dalosszövetségi vetélkedő gondolatát, s erre sor is került még ugyanazon hónapban. Közben a szövetség székhelyét áttették Kolozsvárra. Élére titkári, majd főtitkári minőségben Tárcza Bertalan református kollégiumi zenetanár került, aki rendszeresítette a kerületi és az országos versenyeket.
1938-ig hat országos és számos kerületi versenyt bonyolított le a szövetség vezetősége (országos verseny volt Kolozsvárt, Marosvásárhelyen, Segesvárt, Kolozsvárt, Marosvásárhelyen s ismét Kolozsvárt; a kerületi versenyek alkalmával kisebb városok látták vendégül az énekkarokat, így Bánffyhunyad, Sepsiszentgyörgy, Dés, Nagyenyed, Szatmár, Dicsőszentmárton). Egy-egy országos versenyen 22–68 kórus lépett fel.
Tárcza Bertalan gondolt az ifjúsági kórusokra is, a két országos ifjúsági versenyen (Kolozsvár, Marosvásárhely) számos közép- és két főiskolai kórust vonultatott fel. Három éven át szerkesztésében jelent meg a Dalosnaptár (1929-31), ezekben a szokásos naptári anyag mellett a kórusok életével kapcsolatos mozzanatokat örökített meg, közölt évfordulós megemlékezéseket s a zenei fejlődést előmozdító cikkeket, számos kottamelléklettel. Több mint egy évtizeden át (1922-36) szerkesztette a Dalosszövetség Magyar Dal c. hivatalos lapját; ezzel párhuzamosan jelent meg az egyetlen évfolyamot megért Magyar Dalárdák Lapja Fövenyessy Bertalan szerkesztésében Nagyenyeden (1923).
Az énekkari munka fellendítésére, a karvezetők szakismereteinek kiegészítésére 1927-től kezdve a szövetség rendszeresítette a karnagyképző tanfolyamokat, amelyeken az akkori zenei élet legjobb szakembereinek egy csoportja adott elő zeneelméletet, karvezetést, esztétikát s más szaktárgyat (Domokos Pál Péter, Gokler Antal, Nemes Elemér, Rezik Károly, Szeghő Ferenc, Tárcza Bertalan, Veress Gábor, Zsizsmann Rezső). A Dalszövetség kapcsolatot tartott fenn román és német kórusokkal; népszerűsítette lapjában eredményeiket, s közös szereplésekkel mélyítette a barátságot a különböző nyelvű daltársak között.
A legnagyobb gondot az énekkarok kottával való ellátása jelentette; 1928-ban 106, 1930-ban 128, 1934-ben 190, később pedig még több együttes igényeinek kellett eleget tenni. Tárcza Bertalan e feladat szervezési oldalát is rátermettséggel oldotta meg, a sokszorosított zenei anyag művészi színvonalát és értékét illetően viszont már kevésbé bizonyult igényesnek, és sok selejtes anyagot is közreadott, mellőzve az igazi népi zene felkarolásának időszerű feladatát. Az évenként lebonyolított pályázatokon népdalok feldolgozásával is találkoztunk, az értékelésnél azonban a vezetőség maradi és sekélyes művészetszemlélete érvényesült. Ez a konzervativizmus a Dalszövetség kitűnő szervezeti formáit egy német kispolgári stílus anakronisztikus tartalmával töltötte meg, s egyre élesebb ellentétbe került az újabb nemzedék Bartók és Kodály művészetét valló és vállaló eszmei úttörőivel.

## A II. világháború után
A II. világháború után döntő fordulat állott be a Dalosszövetség életében. 1946 decemberében újjáalakult, s a következő esztendőben élére a népzene, az európai klasszikus és modern muzsika lelkes híve, Nagy István, a kolozsvári Zeneművészeti Főiskola akkori igazgató-professzora került. Ettől kezdve új, korszerű alapokon bontakozott ki a szövetség tevékenysége. A karnagyképzés, kottakiadás, dalosversenyek szervezése a Zeneművészeti Főiskola körébe ment át. A Dalszövetség megrendezte néhány énekkar együttes szereplését (így a kolozsvári kórusok ünnepségét), s bekapcsolódott a Petőfi-alap javára rendezett népi dalosversenyekbe.
1948 február havában a közgyűlés magáévá tette az új vezetőség új idők szellemét tükröző célkitűzéseit, s a szövetség elnevezésében is kifejezésre juttatta a végbement változást: felvette a "Bartók Béla Dalosszövetség" elnevezést. Megkezdte az igazi népi zene forrásait felhasználó kórusművek kiadását s rendszeres műsorra tűzését.
22 új népi énekkart állított fel rövid három hónap alatt, s további 21 kórus részvételével újjászervezte a tordai kerületet. 1948 nyarán a Zeneművészeti Főiskola tanárainak közreműködésével csaknem száz hallgatót készített elő az énekkarok új szellemű vezetésére, a népi alapokon nyugvó dalkultúra fellendítésére.
1949-ben a Dalosszövetség megszűnt. A művelődés országos újjászervezésével és a Művelődési Otthonok rendszerének kiépítésével az énekkarok mint népi, szakszervezeti, üzemi, iskolai kórusok folytatták tevékenységüket művelődési házak, klubok, üzemek, gyárak, iskolák keretében. A szükséges magyar nyelvű irányítást a Művelődés látta el.

## Újraindulás 1989 decembere után
A romániai rendszerváltás után indult újra.